# 唐砧
『唐砧』（からぎぬた）は日本の箏演奏家、作曲家の宮城道雄が作曲した箏曲の楽曲である。作曲されたのは1913年で、宮城道雄が20代のはじめ、朝鮮に在住していたころ作曲した作品である。当初作曲年は1914年とされていたが、のちの調査で1913年の秋ということが判明。

## 概要
宮城道雄の作品のなかではもっとも初期の作品のうちのひとつ。作曲当初は高低の箏2面と高低の三絃（三味線）2棹の構成であったが、後に低音三味線のパートは演奏されなくなった。宮城の作曲した最初の器楽曲であり、三味線を用いた初めての作品である。朝鮮在住時の作品としてはほかに、1909年に作曲された処女作『水の変態』をはじめ、『春の夜』『初鶯』『都踊』およびいくつかの童曲がある。『唐砧』はそのなかで唯一の器楽曲である。砧とは「砧は汚れを落とす洗濯の後の仕上げ工程で、皺を伸ばして艶を出すために布を打つ道具、もしくはその行為のこと」であるが、宮城は朝鮮で砧を打つ音を聴き、「面白いと思って」作曲したと随筆「朝鮮にて」のなかで述べている。

## 西洋音楽の影響
『唐砧』はまた、日本の伝統音楽の作曲の歴史のなかで、初めて洋楽を明らかにとりいれたものとされている。とはいえ、この曲の楽曲形式は西洋のものではなく、和声においても西洋音楽の三和音の和声を使ってはいない。『唐砧』の楽曲形式は、伝統的な地歌の手事物から歌を取り去ったような構成になっていて、「マクラ - 手事 - 中チラシ - チラシ」という形である。和音に関しては、4度、5度のものを主に使っているが、その使いかたには、伝統的な音楽のそれとは異なり、西洋音楽の影響を明らかに見て取ることができる。朝鮮在住時の宮城は、西洋音楽に興味をもち、軍楽隊の演奏やドイツのレコードなどを通じて西洋音楽に触れていたが、西洋音楽の形式や楽曲構成についての知識はもっていなかった。こうした和声の使いかたで特徴的なのは曲の序の部分、手事のマクラにあたる部分である。それまでの近世邦楽にはみられない和音の使いかたがされており、4度、5度の和音を中心に経過的な不協和音も使用されている。